# Bužinskas
Bužinskas ist ein litauischer männlicher Familienname.

## Personen
- Gintautas Bužinskas (* 1960), Jurist, Arbeitsrechtler, Professor, Politiker, Justizminister
- Jonas Bužinskas (1917–1948), litauischer Fußballspieler
- Petras Bužinskas, Förster und Politiker, Vizeforstminister